# Калера-де-Леон
Калера-де-Леон (ісп. Calera de León) — муніципалітет в Іспанії, у складі автономної спільноти Естремадура, у провінції Бадахос. Населення — 1053 особи (2010).
Муніципалітет розташований на відстані близько 340 км на південний захід від Мадрида, 100 км на південний схід від Бадахоса.

## Демографія
Динаміка населення (INE ):